# Дейвид Лийн
Сър Дейвид Лийн CBE (на английски: David Lean) е британски филмов режисьор, сценарист и продуцент, роден през 1908 година, починал през 1991 година. 

## Кариера
В допитване до кинорежисьорите, проведено от Британския филмов институт през 2002 година, Лийн заема девето място в подреждането на най-великите филмови режисьори. Името му остава в историята на киноизкуството с реализирането на мащабни класически продукции като Мостът на река Куай (1957), Лорънс Арабски (1962), Доктор Живаго (1965) и др. Със седемте си номинации за награда „Оскар“ за режисура, той е третият най-номиниран режисьор след Уилям Уайлър (12 номинации) и Били Уайлдър (8 номинации).
Дейвид Лийн е сред основателите и първи председател на Британската филмова академия, преобразувана по-късно в Британска академия за филмово и телевизионно изкуство (БАФТА).

## Филмография

### Частична режисьорска филмография
| Година | Филм                | Оригинално заглавие          | Бележки                                       |
| ------ | ------------------- | ---------------------------- | --------------------------------------------- |
| 1945   | Кратка среща        | Brief Encounter              | Номинация за „Оскар“                          |
| 1946   | Големите надежди    | Great Expectations           | Номинация за „Оскар“                          |
| 1948   | Оливър Туист        | Oliver Twist                 | Номинация за БАФТА                            |
| 1955   | Лятно време         | Summertime                   |                                               |
| 1957   | Мостът на река Куай | The Bridge on the River Kwai | Награди „Оскар“, „Златен глобус“ и БАФТА      |
| 1962   | Лорънс Арабски      | Lawrence of Arabia           | Награди „Оскар“ и „Златен глобус“             |
| 1965   | Доктор Живаго       | Doctor Zhivago               | Награда „Златен глобус“, Номинация за „Оскар“ |
| 1970   | Дъщерята на Райън   | Ryan's Daughter              |                                               |
| 1984   | Пътуване към Индия  | A Passage to India           | Номинация за „Оскар“, „Златен глобус“ и БАФТА |